# Cryoshell
Cryoshell is een Deense rockband uit Kopenhagen, opgericht in 2006. De band bestaat voornamelijk uit de leadzangeres Christine Lorentzen (ook bekend onder haar artiestennaam "Lore"), gitarist Kasper Søderlund, de toetsenist-bassist Mikkel Maltha en de niet-officiële drummer Jakob Gundel. De carrière van de band begon met opnamen van verschillende nummers voor de muziekclips voor het LEGO-thema Bionicle.

## Geschiedenis
De band werd opgericht in het jaar 2006, met Christine Lorentzen als zangeres, Mikkel Maltha als bassist en Søren Bendz als tijdelijk toetsenist, en met Eddie Simonsen als producer. Hun eerste nummer heette Creeping in my Soul en werd gebruikt door het LEGO-thema Bionicle voor hun korte videoclips en voor hun reclamefilmpjes voor de productenlijn Barraki begin 2007. Het nummer werd bijzonder populair en werd een van de meest gedownloade mp3-nummers van de LEGO-website.
Na hun succesvolle nummer Creeping in my Soul begonnen Søderlund en Maltha aan een nieuw nummer met de Deense zanger Niels Brinck, getiteld Face Me, met Simonsen opnieuw als producer. Dit nummer werd gebruikt door Bionicle voor de videoclip van hun productenlijn Mahri in de herfst van 2007. In 2008 begonnen de vier aan een nieuw nummer getiteld Gravity Hurts voor de nieuwe videoclip van Bionicle voor de productenlijn van 2008.
In de zomer van 2008 verliet Niels Brinck de band en werd hij vervangen door de eerdere zangeres Christine Lorentzen. De groep begon aan een nieuw nummer met de titel Closer to the Truth voor de zomerproducten van Bionicle. In hetzelfde jaar begon Cryoshell te werken aan het eerste album, Cryoshell I/S. In 2009 bracht Cryoshell zijn eerste officiële nummer als onafhankelijke band uit: Bye Bye Babylon. Een alternatieve versie van dit nummer werd gebruikt door LEGO als titelsong voor hun nieuwe Bionicle-film, Bionicle: The Legend Reborn.
In 2010 had Cryoshell een drummer (Jakob Gundel) ingehuurd en bracht de groep een heropgenomen versie uit van Creeping in my Soul. Op 7 juli 2010 bracht Cryoshell hun langverwachte album uit in Denemarken.